# Diastatops obscura
Diastatops obscura ist eine kleine Libellenart aus der Unterfamilie Palpopleurinae. Sie wurde 1775 durch Fabricius als Libellula obscura beschrieben. Die Art kommt in den tropischen Regionen Südamerikas vor. Der Name referiert auf die dunkle Färbung der Art. 

## Merkmale
Der bei den Männchen zwischen 15 und 19 Millimeter messende Hinterleib (Abdomen) von D. obscura ist auf der Oberseite der ersten beiden Segmente schwarz. Auf den Seiten der ersten drei Segmente geht das Schwarz teilweise in einen bräunlichen Farbton über. Das restliche Abdomen ist dunkelbraun. Die oberen Hinterleibsanhänge sind ungefähr so lang wie das neunte und zehnte Segment zusammengenommen. Die Unteren sind hingegen nur halb so lang wie die Oberen. Das dunkelbraune Abdomen der Weibchen ist tendenziell etwas kleiner und misst zwischen 14,5 und 17 Millimeter. 
Der Brustkorb (Thorax) ist bei beiden Geschlechtern auf dem Rücken schwarz und bräunlich auf den Seiten. Die Beine sind dunkelbraun.
Die Flügel sind breit und messen bei beiden Flügelpaaren zwischen 21 und 25 Millimeter bei den Männchen und 20 bis 24 Millimeter bei den Weibchen. Am Nodus sind die Hinterflügel circa neuneinhalb Millimeter breit. Die Farbgebung der Flügel ist dunkel bis schwarz, wobei bei den Weibchen die Äderchen an der Flügelbasis rot sind.